# Portrait de Madame Oudiné
Portrait de Madame Oudiné est un tableau d'Hippolyte Flandrin réalisé en 1840, une peinture à l'huile conservée au musée des Beaux-Arts de Lyon.

## Histoire
Ce tableau représente la jeune épouse de l'un des camarades du peintre à la villa Médicis, Eugène Oudiné. C'est le premier portrait que ce dernier a réalisé après son retour de Rome, et l'œuvre a été exécutée dans un laps de temps relativement court. Cette œuvre remporta un grand succès au Salon de 1840. 
Il symbolise la vertu bourgeoise : toute vie semble absente tant la pose de la femme apparaît rigide et chaque élément met en avant la pudeur et la chasteté, tout ici n'étant, selon Patrice Béghain, « qu'ordre, raideur et symétrie ».

## Description
Le tableau présente une femme de face dont les cheveux bruns sont soigneusement ordonnés par une raie au milieu, tandis qu'un ruban de couleur rouge pend de part et d'autre de sa coiffure. Le nez est droit, les lèvres serrées, et le regard en direction du spectateur apparaît fort sérieux. La femme est vêtue d'une robe noire surmontée d'une guimpe de dentelle blanche laissant ses épaules nues, un bouquet de violettes étant accroché au milieu de sa poitrine, tandis qu'autour de son cou brille un collier en or se terminant avec un pendentif en émeraude et un aigle. Les mains de la femme sont posées l'une sur l'autre sur le rebord d'une loge de théâtre, une alliance mise en évidence ornant l'annulaire de sa main gauche, tandis que l'autre main recouvre partiellement une lunette de théâtre.